# Les sept périls de Corvus

Coperta

Les sept périls de Corvus (cu sensul de Cele șapte pericole de pe Corvus) este o bandă desenată științifico-fantastică din 1993 din seria Space Gordon scrisă de autorul belgian André-Paul Duchâteau și desenată de Raoul Giordan.

## Povestea
Pe planeta Corvus se găsește castelul lui Gal Corvus, dușman neîmpăcat al guvernului terian. Aventurierul spațiului cosmic, Space Gordon, ajutat de Orna, colaboratoarea sa, primește ordinul de a-l elimina pe acest dictator.